# جنیفر ولنته
جنیفر ولنته (انگلیسی: Jennifer Valente؛ زادهٔ ۲۴ دسامبر ۱۹۹۴) دوچرخه‌سوار اهل ایالات متحده آمریکا است.
وی در مسابقات کشوری و بین‌المللی در مجموع برندهٔ ۲۰ مدال طلا، ۷ مدال نقره، ۵ مدال برنز شده‌است.